# زمام (ملاحة)

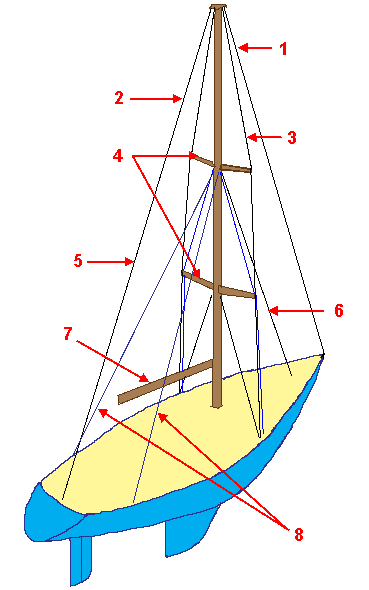

الأَزِمَّة أو الشدادات (المفرد: زِمَام، شَدَّاد) هي حبال تستخدم في السفن الشراعية وتكون من أمام وخلف الصواري وتأخذ شكلًا مائلًا يساعدها على عملها في تثبيت الصواري. ويُعد الزمام أداةً لدعم الصاري. الزمام هو حبل قوي كبير يمتد من الطرف العلوي للصاري ويتجه لأسفل نحو سطح السفينة بشكل مائل في منتصف الطريق نحو المقدمة والمؤخرة. ويذكر أن حبال الشكائم تقوم بوظيفة مماثلة ولكن تمتد على كل جانب من الصاري. والهدف من كليهما هو منع الصواري من السقوط.